# Олешня (приток Убеди)
Олешня (укр. Олешня) — правый приток реки Убедь, протекающий по Корюковскому районам (Черниговская область).

## География
Длина — 13, 10 км. Площадь водосборного бассейна — 84,4 км². Русло реки в приустьевой части находится на высоте 139,0 м над уровнем моря.
Река берет начало восточнее села Лесовое (Корюковский район). Река течёт на юго-восток, юг и затем юго-запад. Впадает в реку Убедь (на 80-м км от её устья) севернее села Богдалевка (Корюковский район).
Русло средне-извилистое, частично выпрямлено в канал (канализировано). Пойма занята заболоченными участками с лугами и кустарниками.

## Притоки
Безымянные ручьи, один из которых берёт начало в селе Рыбинск, другой в селе Камка.

## Населённые пункты
Населённые пункты на реке (от истока к устью):
1. Олешня